# Villanova (Pirano)
Villanova (in sloveno Nova Vas nad Dragonjo) è un insediamento (naselje) nella municipalità di Pirano nella regione statistica del Litorale-Carso in Slovenia. Il villaggio si trova a nord-est dell'insediamento di Dragona.
La chiesa locale del paese è dedicata alla Madonna del Rosario.